# Nikolái Oslikovski
Nikolái Serguéievich Oslikovski (en ucraniano: Микола Сергійович Осликовський, romanizado: Mykola Sergeyovich Oslikovsky; Letíchiv, Imperio ruso, 12 de septiembre de 1900 - Moscú, Unión Soviética, 8 de octubre de 1971) fue un oficial militar soviético que combatió durante la Segunda Guerra Mundial en las filas del Ejército Rojo, donde alcanzó el grado militar de teniente general (1943) y fue galardonado con el título de Héroe de la Unión Soviética (1945).

## Biografía

### Infancia y juventud
Nikolái Oslikovski nació el 12 de septiembre de 1900 en la pequeña localidad rural de Letíchiv —en esa época situada en la gobernación de Podolia en el Imperio ruso, actualmente ubicada en el óblast de Jmelnitski, en Ucrania— en el seno de una familia ucraniana de un empleado. Se graduó en la escuela secundaria de su localidad natal.
Durante la guerra civil organizó el destacamento partisano Letichevsky a finales de marzo de 1918, en el que comandaba un batallón de caballería, y luego fue el comandante de otro destacamento partisano en la ciudad de Proskurov. En diciembre de ese mismo año, el destacamento fue derrotado por las tropas del atamán Ananiy Volynets, Oslikovski fue capturado, golpeado y condenado a muerte. Tres días después huyó y a principios de 1919 formó un nuevo destacamento. Luchó con él contra los petliuristas que se retiraban a Galitzia. En marzo de 1919, el destacamento se unió a las unidades regulares del Ejército Rojo y Oslikovski se desempeñó como comandante de escuadrón y ayudante de una división del Grupo de Fuerzas de la Margen Derecha del 12.º Ejército. Ese mismo año se unió al Partido Comunista —en esa época conocido como Partido Obrero Socialdemócrata de Rusia (bolchevique)—.
En marzo de 1920, asumió el puesto de comandante del destacamento de caballería de la 137.ª Brigada de Fusileros de la 46.ª División de Fusileros. Donde luchó en el Frente Sur contra las tropas de los generales blancos Antón Denikin y Piotr Wrangel. A finales de 1920, después de la derrota de las tropas de Wrangel en Crimea, fue nombrado comandante del cuartel general de la 137.ª Brigada de Fusileros en Sebastopol.

### Periodo de entreguerras
Entre enero y abril de 1921 fue presidente de la Comisión de desmovilizados del Cuartel General del 4.º Ejército. En mayo de 1922, después de graduarse en la Escuela Militar Superior de Comandantes para el Estado Mayor del Distrito Militar de Járkov, comandó un escuadrón de caballería primero en Kiev y después en Simferópol. Luego, en noviembre de 1923, fue trasferido al 2.º Cuerpo de Caballería donde sirvió en la 3.ª División de Caballería del Distrito Militar de Ucrania como comandante del escuadrón de entrenamiento del 17.º Regimiento de Caballería. Desde octubre de 1926, estuvo al mando de un escuadrón de caballería de reserva de la 3.ª División de Caballería de Besarabia y luego fue jefe de Estado Mayor del 49.º Regimiento de Caballería de la 9.ª División de Caballería en Crimea.
En 1928 se graduó en los Cursos de Formación Avanzada de Caballería para el Personal de Mando en Novocherkask. De octubre de 1928 a 1933 fue asignado a diversos puestos de mando y estado mayor en diferentes unidades de caballería, en noviembre de 1933, ocupó el puesto de comandante de la 13.ª Regimiento de Caballería de la 3.ª División de Caballería, y en diciembre de 1937 asumió el puesto de profesor de táctica en la Escuela de Artillería de Kiev.
El 3 de julio de 1938, en el apogeo de las purgas en el ejército, el Comisariado del Pueblo de Defensa de la URSS (Narkomob) ordenó su traslado a la reserva en virtud del artículo 43, párrafo b, es decir, en el procedimiento de certificación «debido a inconsistencia del servicio», aunque no fue detenido. Se trasladó a Taskent donde trabajó como asesor militar en una película. El 7 de enero de 1941, fue reclutado nuevamente por el Ejército Rojo y nombrado subcomandante de la 9.ª División de Caballería del Distrito Militar de Odesa.

### Segunda Guerra Mundial
En junio de 1941, con el comienzo de la invasión alemana de la Unión Soviética, la 9.ª División de Caballería ocupó posiciones defensivas a lo largo de la orilla oriental del río Prut, con la tarea de impedir que las tropas del Eje cruzaran el río y avanzaran hacia Ucrania, sus unidades libraron feroces batallas en esta zona aunque finalmente se vieron obligadas a retirarse. Posteriormente y como parte del Grupo Mecanizado de Caballería del general Pável Belov del Frente Sudoeste participó en la defensa de Kiev, durante la cual detuvo el avance del enemigo y mantuvo los cruces del río Sula. Desde finales de septiembre la división, como parte del 21.º Ejército, luchó en el área de Shepetivka y luego fue trasladada al área de Bojodújiv. En agosto de 1941 tomó el mando de la 9.ª División de Caballería que como parte del Frente Sudoeste libró tenaces batallas cerca de Bojodújiv.

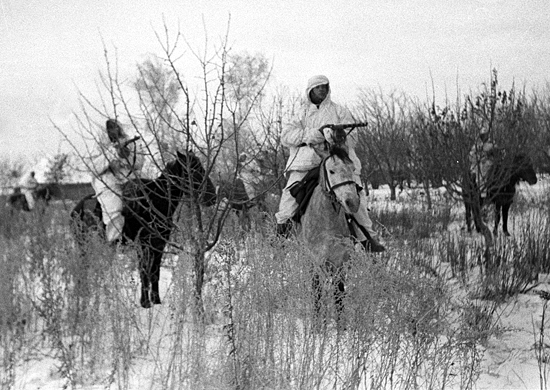
Caballería soviética durante la contraofensiva soviética de invierno de 1941

En noviembre de 1941, la división fue trasladada al Frente Oeste al sur de Moscú y participó en la Batalla de Moscú, inicialmente en la defensa de la ciudad de Tula, situada 125 kilómetros al sur de Moscú, que estaba siendo amenazada por el avance de las tropas blindadas de Heinz Guderian. Desde el 25 de noviembre luchó como parte del 50.º Ejército soviético del teniente general Iván Boldin. Participó en la contraofensiva soviética de invierno que expulsó a las tropas alemanas de los alrededores de Moscú y en la operación ofensiva de Tula. Por orden del Narkomob del 26 de noviembre de 1941, a la división se le otorgó el título honorífico de Guardias y fue renombrada como la 2.ª División de Caballería de la Guardia. A partir del 25 de diciembre fue incluida en el «Grupo Mecanizado de Caballería del mayor general Belov» del Frente Occidental y durante la operación ofensiva de Kaluga liberó la ciudad de Kozelsk.
Entre enero y junio de 1942, al mando de la 2.ª División de Caballería de la Guardia del 1.er Cuerpo de Caballería de la Guardia de Pável Belov, participó en una incursión profunda en la retaguardia en la zona de Viazma. En los seis meses siguientes, las tropas de Belov trataron de cortar la vital carretera de Smolensk a Moscú, aunque sus esfuerzos fracasaron, debido principalmente a la falta de equipo pesado para enfrentarse a los restos de las 5.ª y 11.ª divisiones panzers mucho mejor equipadas, las cuales protegían la localidad de Viazma y las carreteras circundantes. Las tropas del 1.er Cuerpo de Caballería de la Guardia de Belov controlaban una estrecha bolsa desde el sur de Smolensk-Viazma en un área de 2500 km². En la bolsa Belov reunió a unos 2000 hombres de caballería, partisanos, paracaidistas y fusileros, apoyados por un batallón de ocho tanques, incluido un KV-1 pesado y un T-34 mediano. A finales de junio, después de más de cinco meses de duros combates en la retaguardia alemana, los jinetes del 1.er Cuerpo de Caballería de la Guardia, las tropas aerotransportadas y parte del 33.º Ejército finalmente rompieron el cerco cerca de Kírov y alcanzaron las líneas soviéticas, tras varias semanas de intensas luchas.
En junio de 1942, fue enviado a estudiar a la Academia Militar de Estado Mayor de las Fuerzas Armadas de la URSS, tras completar sus estudios, en noviembre, fue nombrado subcomandante del 1.er Cuerpo de Caballería de la Guardia. En diciembre de ese mismo año asumió el mando del 3.er Cuerpo de Caballería de la Guardia, que en 1943 participó en las batallas de Rostov y Smolensk. Durante esta última ofensiva comandó un Grupo Mecanizado de Caballería (o KMG, por sus siglas en ruso), formado por el 2.º Cuerpo de Tanques de la Guardia y el 3.er Cuerpo de Caballería de la Guardia. El grupo, tras haber logrado un gran avance en la zona de la ciudad de Yelnia, cortó la carretera Smolensk-Róslavl y, pasando por alto Smolensk desde el sur, alcanzó al río Mereya en la zona de Lenino-Baevo.
Entre junio y agosto de 1944, durante la operación Bagratión, estuvo al mando de un Grupo Mecanizado de Caballería (llamado KMG Oslikovski) al mando de dicho cuerpo logró un rápido avance en la región de Bogushevskoye, después de lo cual operó detrás de las líneas enemigas, cruzó el río Berezina en la región de Studzyonka y liberó las ciudades bielorrusas de Molodechno, Lida y Grodno.

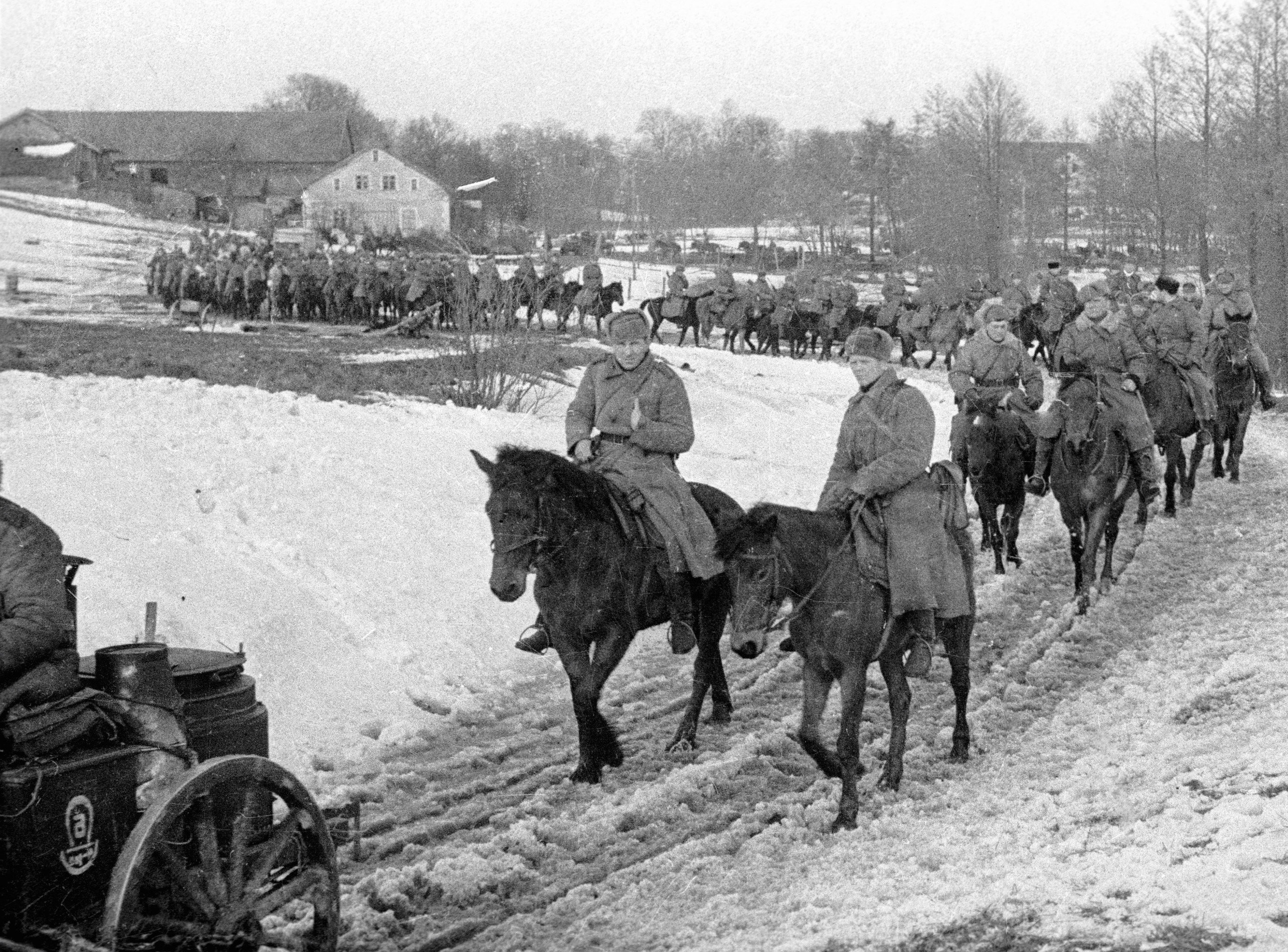
Soldados de caballería del Cuerpo de Caballería de la Guardia en las afueras de la ciudad de Allenstein

En la primera mitad de 1945, participó en las operaciones ofensivas de Mlawa-Elbing (una ofensiva soviética, llevada a cabo del 14 al 26 de enero de 1945, con el objetivo de aislar al Grupo de Ejércitos Centro del resto de la Wehrmacht y capturar Elbląg. Es una parte integral de la ofensiva de Prusia Oriental), Pomerania Oriental y Berlín. Durante el curso de dichas ofensivas, se distinguió por la captura de las ciudades de Allenstein, Chojnice, Neustettin, Wittenberg y otras. Durante la ofensiva de Berlín, y según consta en el decreto de concesión del título de Héroe de la Unión Soviética, «el cuerpo bajo el mando de Oslikovski luchó más de 250 km, liderando unidades del 49.º Ejército y aseguró la pronta finalización de la misión del ejército... Durante los combates, Oslikovski dirigió personalmente las unidades, estando continuamente en las formaciones de batalla de los regimientos y divisiones, mostrando coraje y valentía personal».
El 29 de mayo de 1945 por decreto del Presídium del Sóviet Supremo de la URSS, el teniente general de la guardia Nikolái Serguéievich Oslikovski fue galardonado con el título de Héroe de la Unión Soviética, junto con la Orden de Lenin y la medalla Estrella de Oro (N.º 5545), por el «desempeño ejemplar de las misiones de combate del comando en el frente de la lucha contra los invasores nazis y el coraje y heroísmo mostrados».

### Posguerra
Después de la guerra continuó al mando del 3.er Cuerpo de Caballería de la Guardia en el Distrito Militar de Lvov (rebautizado como 3.ª División de Caballería de la Guardia en junio de 1946). A finales de agosto de 1946 fue destituido de su cargo, por discrepancias con el comandante del distrito militar, el general Andréi Yeriómenko, quien le acusó de acciones indecorosas e incluso criminales (apropiación y despilfarro de bienes estatales y capturados, uso del trabajo de prisioneros de guerra alemanes con fines personales, representación infundada de varias personas en premios estatales, etc.), tras lo cual quedó a disposición del Comandante en Jefe de las Fuerzas Terrestres y la fiscalía abrió una causa penal en su contra, que luego fue desestimada gracias a la ayuda de Semión Budionni. En julio de 1947, fue nombrado director de la Escuela Superior de Caballería de Oficiales Bandera Roja que lleva el nombre de Semión Budionni.
En abril de 1953, abandonó el servicio activo en el ejército y pasó a la reserva. Vivió en Moscú, donde trabajó como consultor militar en varios estudios cinematográficos: Mosfilm, Estudios de cine Dovzhenko, Estudios de Cine Gorki, entre otros. Murió en Moscú el 8 de octubre de 1971 y fue enterrado en el cementerio Novodévichi.

## Promociones
- Coronel (24 de diciembre de 1935)[1]
- Mayor general (2 de enero de 1941)
- Teniente general (13 de noviembre de 1943)[9]

## Condecoraciones
A lo largo de su carrera militar Nikolái Oslikovski recibió las siguientes condecoraciones
Unión Soviética
|  | Héroe de la Unión Soviética (n.º 5545; 29 de mayo de 1945)                                                   |
|  | Orden de Lenin, dos veces (21 de febrero de 1945 y 29 de mayo de 1945)                                       |
|  | Orden de la Bandera Roja, tres veces (2 de agosto de 1941, 3 de noviembre de 1944 y 15 de noviembre de 1950) |
|  | Orden de Suvórov de 1.er grado (10 de abril de 1945)                                                         |
|  | Orden de Suvórov de 2.do grado (26 de julio de 1944)                                                         |
|  | Orden de Kutúzov de 2.do grado (28 de septiembre de 1943)                                                    |
|  | Orden de la Estrella Roja, dos veces (17 de agosto de 1936 y 28 de octubre de 1967)                          |
|  | Orden de la Guerra Patria de 1.er grado (1 de abril de 1943)                                                 |
|  | Medalla Conmemorativa por el Centenario del Natalicio de Lenin «Al valor militar» (1969)                     |
|  | Medalla por la Defensa de Moscú (1944)                                                                       |
|  | Medalla por la Defensa de Stalingrado (1942)                                                                 |
|  | Medalla por la Victoria sobre Alemania en la Gran Guerra Patria 1941-1945 (1945)                             |
|  | Medalla Conmemorativa del 20.º Aniversario de la Victoria en la Gran Guerra Patria de 1941-1945 (1965)       |
|  | Medalla por la Conquista de Königsberg (1945)                                                                |
|  | Medalla del 20.º Aniversario del Ejército Rojo de Obreros y Campesinos (1938)                                |
|  | Medalla del 30.º Aniversario de las Fuerzas Armadas de la URSS (1948)                                        |
|  | Medalla del 40.º Aniversario de las Fuerzas Armadas de la URSS (1957)                                        |
|  | Medalla del 50.º Aniversario de las Fuerzas Armadas de la URSS (1967)                                        |
|  | Medalla Conmemorativa del 800.º Aniversario de Moscú (1947)                                                  |

Otros países
|  | Comendador de la Orden del Imperio Británico (Reino Unido; 1943) |
|  | Comandante de la Legión al Mérito (Estados Unidos; 1945)         |
|  | Cruz de Caballero de la Orden Virtuti Militari (Polonia; 1946)   |
|  | Cruz del Valor (Polonia, 19 de diciembre de 1968)                |